# Us and Them (Shinedown)
Us and Them è il secondo album in studio della rock band statunitense Shinedown, pubblicato il 4 ottobre 2005. Dall'album sono stati estratti tre singoli: Save me, I Dare You e Heroes. I primi due sono stati utilizzati rispettivamente per un'edizione della WWE e per WrestleMania 22. La copertina dell'album è stata realizzata dal famoso artista James Jean.

## Tracce
1. The Dream – 0:59
2. Heroes – 3:24
3. Save Me – 3:33
4. I Dare You – 3:54
5. Yer Majesty – 3:01
6. Beyond the Sun – 4:13
7. Trade Yourself In – 3:32
8. Lady So Divine – 7:09
9. Shed Some Light – 3:41
10. Begin Again – 3:49
11. Atmosphere – 4:16
12. Fake – 4:04
13. Some Day – 3:14

Deluxe Edition bonus tracks
1. Simple man (Live) – 9:14
2. Stranger Inside (Live) – 4:16
3. Save Me (Acoustic) – 3:22
4. I Dare You (Acoustic) – 3:44
5. Some Day (Acoustic) – 3:13
6. One (U2 cover) – 4:28
7. I Dare You (Clear Channel Stripped) – 3:41
8. Save Me (Pull Mix) – 4:19
9. Persistence (Demo) – 3:40
10. Carried Away (Demo) – 3:14
11. Atmosphere (Demo) – 3:35
12. Fake (Demo) – 5:05

## Formazione
- Brent Smith - voce
- Jasin Todd - chitarra
- Brad Stewart - basso
- Barry Kerch - batteria e percussioni